# Die Störche
Die Störche (Originaltitel Storkene) ist eines der weniger bekannten Märchen von H.C. Andersen. Es wurde am 19. Oktober 1839 publiziert.

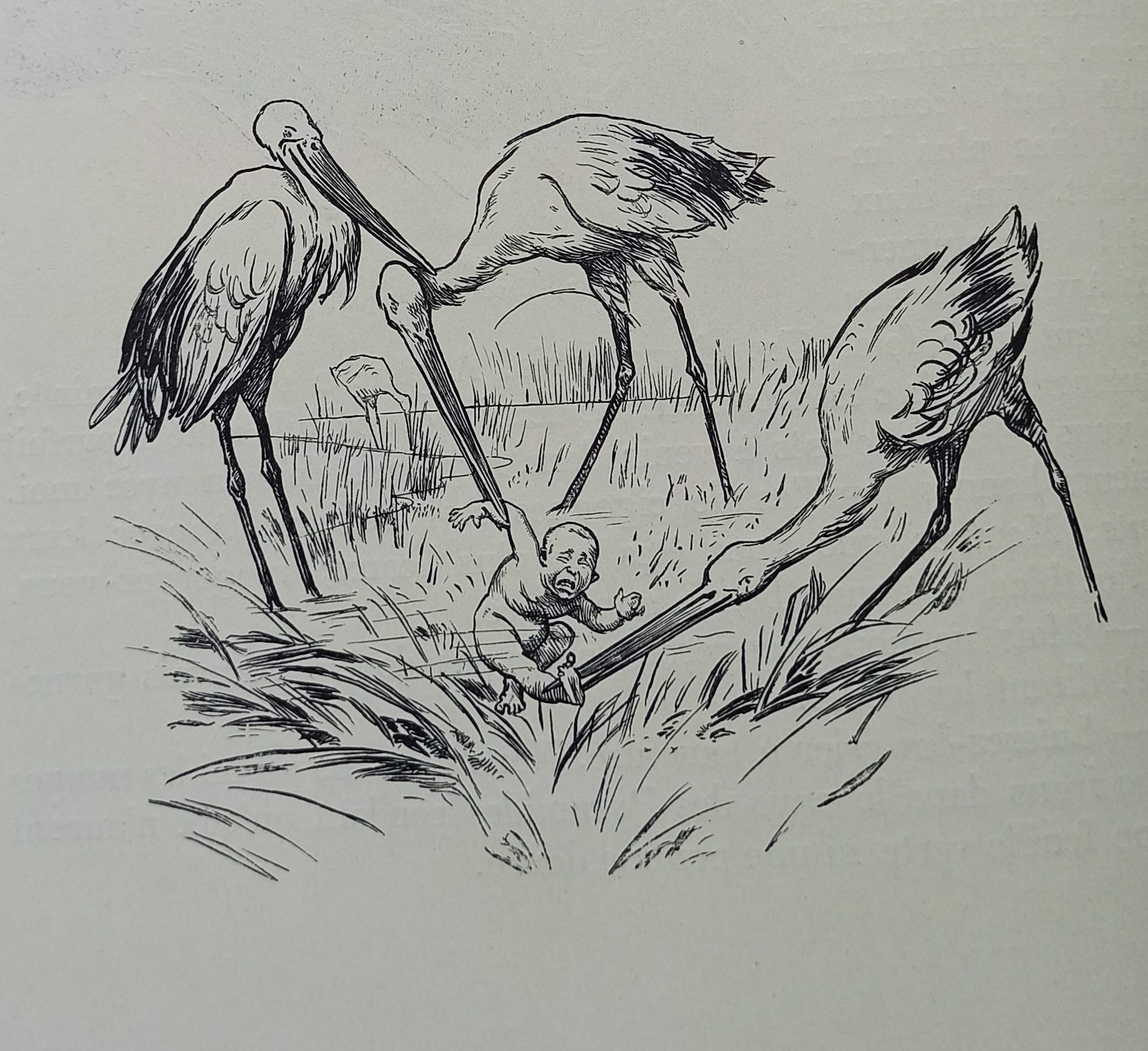
Störche holen ein Menschenkind aus dem Teich; Illustration nach Hans Tegner (1853–1932)

## Inhalt
Ein Storchenpaar war aus dem Winterquartier ins Dorf zurückgekehrt. Der Nachwuchs wurde liebevoll im Nest auf dem Dachgiebel großgezogen und auf die lange Reise in den Süden vorbereitet. Eine Schar Jungen des Dorfes sang ein hässliches Spottlied zu den Störchen hinauf:
„Storch, Storch, Steine,

Flieg nach Haus und weine!

Deine Frau im Nestelein

Füttert noch die Kinderlein.

Das eine wird gehängt,

Das zweite wird gesengt,

Das dritte wird verspeist,

Das vierte man zerreißt!“
Dies ängstigte die jungen Störche. Ein Knabe war besonders bösartig, ein anderer namens Peter war den Störchen wohlgesonnen. Die Storcheneltern beruhigten ihren Nachwuchs und machten ihnen klar, dass sie vor allem das Fliegen lernen mussten.
Am Ende des Sommers machten sie sich auf in den Süden, in das Land der Pyramiden. Die Storchmutter versprach ihren Storchenkindern, dass man sich für das böse Lied rächen werde. „Ich weiß, wo der Teich ist, in dem all die kleinen Menschenkinder liegen, bis der Storch kommt und sie zu ihren Eltern abholt.“ Den Kindern, die das hässliche Lied nicht mitgesungen haben, bringen sie jedem ein niedliches kleines Brüderchen oder Schwesterchen mit. Dem bösen Knaben, der angefangen hat zu singen, wird ein Kind in sein Haus getragen, das sich totgeträumt hat. „Dann muss er weinen, weil wir ihm ein totes Brüderchen gebracht haben.“ Aber in das Haus des gutherzigen Knaben namens Peter werden sogar zwei Kinder gebracht. Und nach ihm werde ich euch alle nennen. Und so ist es auch noch heute, dass alle jungen Störche Peter genannt werden.

## Hintergrund des Märchens
H.C. Andersen lässt in sein Märchen tief verwurzelte Mythen und Aberglauben einfließen. Im Grimm’schen Wörterbuch findet sich ein Beleg, dass die Kinder vom Storch durch den Schornstein ins Haus gebracht würden. Ein Eintrag aus 1676 sieht einen Zusammenhang zwischen der Geburt der Kinder und dem Nachwuchs von Störchen und Schwalben.
„Die immer noch lebendige Vorstellung, dass der Storch die Kinder bringe, könnte sich aus dem alten heidnischen Brauch entwickelt haben, bei Kinderlosigkeit Gewässergottheiten oder Feen um Nachwuchs zu bitten. Da der Storch ein Wasservogel ist und in Sümpfen oder flachen Seen herumstakt, übernahm er vielleicht im Zuge der Christianisierung diese Funktion. In jedem Fall zeigen die zahlreichen Kinderverse und Liedchen, wie tief die Überzeugung, er bringe die Babys, im Volk verwurzelt war.“
Störche gelten seit langer Zeit in vielen Gegenden als Glücksbringer. Im 19. Jahrhundert setzte sich in vielen Gegenden verstärkt das Bild durch, dass die Kinder von den Störchen gebracht würden. Dies geht auf eine zunehmende Schamhaftigkeit zurück, um sich andere Erklärungen ersparen zu können. In vielen Kinderreimen und Bauernregeln wird auf den Storch Bezug genommen.
Im deutschen Sprachraum scheint es nicht verbreitet zu sein, dass die jungen Störche Peter genannt werden. Allerdings besagt eine alte Bauernregel: „Am Sankt Peterstag (22. Februar) sucht der Storch sein Nest. Und kommt von Schwalben der Rest.“